# البشير وكين
البشير وكين (مواليد سنة 1964 ) هو ممثل مغربي، شارك في عدة أفلام وسيتكومات مغربية.

## أعماله
- دواير الزمان 2000
- جنان الكرمة 2002
- عائلة محترمة جدا 2005
- الشاوش 2005
- السمفونية المغربية 2006
- خالي عمارة 2006
- مبارك ومسعود 2008
- الركراكية 2009
- المجدوب (مسلسل) 2009
- دار الورثة (مسلسل) 2009
- ألو 15 2009
- دار الورثة (مسلسل)(الجزء الثاني) 2010
- راس لمحاين 2013
- بنت الناس 2014
- مرحبا بصحابي (الجزء الثاني) 2016
- المدير العام (مسلسل) 2017
- مومو عينيا (مسلسل)2017
- الدرب (مسلسل) 2018
- قضية العمر 2019
- أحلام سيتي (مسلسل) 2021